# Apólogo
 Apólogo é uma narrativa que busca ilustrar lições de sabedoria ou ética, através do uso de personagens inanimados com personalidades diversas. Servem como exemplos os clássicos apólogos de Esopo e de La Fontaine. Serve como texto moralizante não explícito na narrativa "apólogo".
É comumente confundido com a fábula, que é focada nas relações que envolvem coisas e animais (ex.: o livro Quem Mexeu no Meu Queijo e A Revolução dos Bichos), e com a parábola, que se centra nas histórias somente entre homens e comumente possui cunho religioso (ex.: Parábolas de Jesus).
Há um apólogo na Bíblia, chamado de Apólogo de Jotão. Encontra-se em Juízes 9,7-21.
Bem parecido com a fábula em sua estrutura, o apólogo é um tipo de narrativa que personifica os seres inanimados, transformando-os em personagens da história.
Diversos autores consideram que pode-se considerar o apólogo como uma parábola que não utiliza apenas, e a título de analogia, um caso particular a fim de tornar perceptível uma significação geral.
Na Espanha, durante o século XVII, fizeram escola os apólogos dos Sonhos (de Los Sueños), de Quevedo, e o Colóquio dos Cachorros (Coloquio de los perros), de Cervantes.
Na literatura brasileira temos o apólogo de Machado de Assis, cujos principais personagens são a linha e a agulha, publicado no livro de contos Várias Histórias.
Na literatura Portuguesa, destacam-se os apólogos de Bocage.
Caraterísticas do apólogo:
- Geralmente são escritos em prosa;
- Narram feitos similares aos da vida real;
- O enredo tem grande força imaginativa;
- Buscam a perfeição interior;
- Pregam o autossacrifício, a renúncia ou a abnegação por uma grande causa;
- Encerram conteúdo moralizante ou didático.